# Emilia Maria Nożko-Paprocka
Emilia Maria Nożko-Paprocka (ur. 6 grudnia 1930 w Zambrowie, zm. 4 kwietnia 1980 w Warszawie) – polska malarka, plastyczka, artysta grafik.

## Życiorys
Studiowała w  warszawskiej Akademii Sztuk Pięknych w pracowni profesorów Edwarda Czerwińskiego, Józefa Mroszczaka i S. Poznańskiego. Dyplom uzyskała w 1955. Była członkiem rzeczywistym Związku Polskich Artystów Plastyków. Uprawiała grafikę warsztatową – drzeworyt, linoryt i użytkową – znak graficzny. Uczestniczyła w wielu wystawach organizowanych zarówno w kraju jak i za granicą.
Była autorką znaków graficznych Centralnego Związku Spółdzielni Mleczarskich (stylizowana krowa umieszczana m.in. na opakowaniach masła) i Centralnego Związku Drobiarskiego „Poldrob” (stylizowany kurczak wpisany w okrąg), za które otrzymała pierwsze nagrody konkursowe. Ponadto była autorką wielu okładek i obwolut książek, albumów i opracowań. Projektowała także znaczki pocztowe.
Po śmierci spoczęła na cmentarzu w Nowym Rembertowie (kw. VB-14-30).

## Wybrana twórczość

### Opracowania graficzne książek
- Biomechanika ćwiczeń fizycznych (okładka), aut. D. Doński, wyd. Sport i Turystyka, 1963
- Województwo opolskie • Przewodnik (obwoluta i okładka), wyd. Sport i Turystyka, 1967
- Olimpijskie laury (linoryty), wybór i opr. Lesław Bartelski, wyd. Sport i Turystyka, 1980

### Znaczki pocztowe
- Obrona cywilna, 1977
- 60-lecie Polskiego Komitetu Olimpijskiego (seria), 1979

## Nagrody i wyróżnienia
- III miejsce w konkursie na znak graficzny dla Galerii Sztuki Zachęta, 1966
- I miejsce na Międzynarodowym Biennale Sztuki za pracę „Sport w sztuce”, Barcelona 1971
- Brązowy medal na Międzynarodowej Wystawie Sztuki Figuratywnej, Rzym 1972
- I nagroda w konkursie na znak graficzny dla firmy POLDROB, 1973[2]
- Brązowy medal na Wystawie Sztuki Międzynarodowej Federacji Kobiet, Ateny 1973
- Nagroda główna w konkursie honorowym na znak graficzny International Association for the Scientific Study of Mental Deficiency (IASSIDD), 1975[2]
- Złoty Wawrzyn Olimpijski za Kompozycje na temat sportu, Warszawa 1976[3]